# Trechispora mutabilis
Trechispora mutabilis är en svampart som först beskrevs av Christiaan Hendrik Persoon, och fick sitt nu gällande namn av Liberta 1966. Trechispora mutabilis ingår i släktet Trechispora och familjen Hydnodontaceae.   Inga underarter finns listade i Catalogue of Life.